# Saint-Sauveur (Côte-d'Or)
Saint-Sauveur is een gemeente in het Franse departement Côte-d'Or (regio Bourgogne-Franche-Comté) en telt 179 inwoners (2005). De plaats maakt deel uit van het arrondissement Dijon.

## Geografie
De oppervlakte van Saint-Sauveur bedraagt 9,5 km², de bevolkingsdichtheid is 18,8 inwoners per km².
De onderstaande kaart toont de ligging van Saint-Sauveur (Côte-d'Or) met de belangrijkste infrastructuur en aangrenzende gemeenten.

## Demografie
Onderstaande figuur toont het verloop van het inwonertal (bron: INSEE-tellingen).